# Falu, Hedemora och Säters valkrets
Falun, Hedemora och Säters valkrets (ibland kallad Kopparbergs läns städers valkrets) var vid valen 1866–1908 till andra kammaren en egen valkrets med ett mandat. Valkretsen, som alltså omfattade städerna Falu stad, Hedemora stad och Säters stad men inte deras omgivande landsbygd, avskaffades vid införandet av proportionellt valsystem i valet 1911 och området blev en del av den då nybildade Kopparbergs läns östra valkrets.

## Riksdagsmän
- Victor Beronius, lmp (1867–1869)
- Wilhelm Falk (1870–1874)
- Carl Florus Toll (1875–1881)
- Herman Hultberg (1882–1884)
- Carl Florus Toll (1885–vårsessionen 1887)
- Herman Hultberg (höstsessionen 1887)
- Valdemar Vahlin, AK:s c 1889–1894, fr c 1895–1897, vilde 1898–1899 (1888–1899)
- Theodor af Callerholm, lib s (1900–1911)

## Valresultat

### 1896
| Andrakammarvalet i Sverige 1896: Falu, Hedemora och Säters valkrets | Andrakammarvalet i Sverige 1896: Falu, Hedemora och Säters valkrets | Andrakammarvalet i Sverige 1896: Falu, Hedemora och Säters valkrets | Andrakammarvalet i Sverige 1896: Falu, Hedemora och Säters valkrets | Andrakammarvalet i Sverige 1896: Falu, Hedemora och Säters valkrets | Andrakammarvalet i Sverige 1896: Falu, Hedemora och Säters valkrets |
| Parti                                                               | Parti                                                               | Kandidat                                                            | Röster                                                              | %                                                                   | ±                                                                   |
| ------------------------------------------------------------------- | ------------------------------------------------------------------- | ------------------------------------------------------------------- | ------------------------------------------------------------------- | ------------------------------------------------------------------- | ------------------------------------------------------------------- |
|                                                                     | Frihandelsvänliga centern                                           | Valdemar Vahlin                                                     | 366                                                                 | 57,3                                                                |                                                                     |
|                                                                     | Obundet konservativ                                                 | A. Flodström i Falun                                                | 268                                                                 | 41,9                                                                |                                                                     |
|                                                                     | Annat                                                               | Övriga                                                              | 5                                                                   | 0,8                                                                 |                                                                     |
| Valdeltagande                                                       | Valdeltagande                                                       | Valdeltagande                                                       | 639                                                                 | 73,5                                                                |                                                                     |

### 1899
| Andrakammarvalet i Sverige 1899: Falu, Hedemora och Säters valkrets | Andrakammarvalet i Sverige 1899: Falu, Hedemora och Säters valkrets | Andrakammarvalet i Sverige 1899: Falu, Hedemora och Säters valkrets | Andrakammarvalet i Sverige 1899: Falu, Hedemora och Säters valkrets | Andrakammarvalet i Sverige 1899: Falu, Hedemora och Säters valkrets | Andrakammarvalet i Sverige 1899: Falu, Hedemora och Säters valkrets |
| Parti                                                               | Parti                                                               | Kandidat                                                            | Röster                                                              | %                                                                   | ±                                                                   |
| ------------------------------------------------------------------- | ------------------------------------------------------------------- | ------------------------------------------------------------------- | ------------------------------------------------------------------- | ------------------------------------------------------------------- | ------------------------------------------------------------------- |
|                                                                     | Liberala samlingspartiet                                            | Theodor af Callerholm                                               | 385                                                                 | 71,3                                                                |                                                                     |
|                                                                     | Obundet konservativ                                                 | Gunnar Ekström                                                      | 155                                                                 | 28,7                                                                |                                                                     |
| Valdeltagande                                                       | Valdeltagande                                                       | Valdeltagande                                                       | 540                                                                 | 55,9                                                                |                                                                     |

Valet ägde rum den 13 september 1899.

### 1902
| Andrakammarvalet i Sverige 1902: Falu, Hedemora och Säters valkrets | Andrakammarvalet i Sverige 1902: Falu, Hedemora och Säters valkrets | Andrakammarvalet i Sverige 1902: Falu, Hedemora och Säters valkrets | Andrakammarvalet i Sverige 1902: Falu, Hedemora och Säters valkrets | Andrakammarvalet i Sverige 1902: Falu, Hedemora och Säters valkrets | Andrakammarvalet i Sverige 1902: Falu, Hedemora och Säters valkrets |
| Parti                                                               | Parti                                                               | Kandidat                                                            | Röster                                                              | %                                                                   | ±                                                                   |
| ------------------------------------------------------------------- | ------------------------------------------------------------------- | ------------------------------------------------------------------- | ------------------------------------------------------------------- | ------------------------------------------------------------------- | ------------------------------------------------------------------- |
|                                                                     | Liberala samlingspartiet                                            | Theodor af Callerholm                                               | 469                                                                 | 61,5                                                                | -9,8                                                                |
|                                                                     | Obundet konservativ                                                 | O. Herdin                                                           | 294                                                                 | 38,5                                                                |                                                                     |
| Valdeltagande                                                       | Valdeltagande                                                       | Valdeltagande                                                       | 764                                                                 | 64,1                                                                |                                                                     |

Valet ägde rum den 17 september 1902.

### 1905
| Andrakammarvalet i Sverige 1905: Falu, Hedemora och Säters valkrets | Andrakammarvalet i Sverige 1905: Falu, Hedemora och Säters valkrets | Andrakammarvalet i Sverige 1905: Falu, Hedemora och Säters valkrets | Andrakammarvalet i Sverige 1905: Falu, Hedemora och Säters valkrets | Andrakammarvalet i Sverige 1905: Falu, Hedemora och Säters valkrets | Andrakammarvalet i Sverige 1905: Falu, Hedemora och Säters valkrets |
| Parti                                                               | Parti                                                               | Kandidat                                                            | Röster                                                              | %                                                                   | ±                                                                   |
| ------------------------------------------------------------------- | ------------------------------------------------------------------- | ------------------------------------------------------------------- | ------------------------------------------------------------------- | ------------------------------------------------------------------- | ------------------------------------------------------------------- |
|                                                                     | Liberala samlingspartiet                                            | Theodor af Callerholm                                               | 462                                                                 | 62,2                                                                | +0,7                                                                |
|                                                                     | Obundet konservativ                                                 | E. Hedblom                                                          | 281                                                                 | 37,8                                                                |                                                                     |
| Valdeltagande                                                       | Valdeltagande                                                       | Valdeltagande                                                       | 743                                                                 | 55,7                                                                |                                                                     |

Valet ägde rum den 16 september 1905.

### 1908
| Andrakammarvalet i Sverige 1908: Falu, Hedemora och Säters valkrets | Andrakammarvalet i Sverige 1908: Falu, Hedemora och Säters valkrets | Andrakammarvalet i Sverige 1908: Falu, Hedemora och Säters valkrets | Andrakammarvalet i Sverige 1908: Falu, Hedemora och Säters valkrets | Andrakammarvalet i Sverige 1908: Falu, Hedemora och Säters valkrets | Andrakammarvalet i Sverige 1908: Falu, Hedemora och Säters valkrets |
| Parti                                                               | Parti                                                               | Kandidat                                                            | Röster                                                              | %                                                                   | ±                                                                   |
| ------------------------------------------------------------------- | ------------------------------------------------------------------- | ------------------------------------------------------------------- | ------------------------------------------------------------------- | ------------------------------------------------------------------- | ------------------------------------------------------------------- |
|                                                                     | Liberala samlingspartiet                                            | Theodor af Callerholm                                               | 606                                                                 | 73,5                                                                | +11,3                                                               |
|                                                                     | Högersinnad                                                         | Gunnar Ekström                                                      | 218                                                                 | 26,5                                                                |                                                                     |
| Valdeltagande                                                       | Valdeltagande                                                       | Valdeltagande                                                       | 827                                                                 | 52,9                                                                |                                                                     |

Valet ägde rum den 19 september 1908.